# エロス+虐殺
『エロス+虐殺』（エロスプラスぎゃくさつ）は、1970年3月14日に公開された日本の映画。監督は吉田喜重で、現代映画社製作、日本アート・シアター・ギルド (ATG)配給、白黒シネマスコープ。
吉田の代表作であり、フィクションであるが、実在の出来事（日蔭茶屋事件）を題材にしている。メインキャラクターの多くはモデルの実名だが、神近市子をモデルとしたと推測される役柄は、正岡逸子の仮名が当てられていた。存命だった神近はこの映画の公開にあたり、自身の名誉権とプライバシー権の侵害を理由に上映の差し止めを求めて提訴したが、「周知の事実」として棄却された。

## スタッフ
- 製作 - 曾志崎信二, 吉田喜重
- 監督 - 吉田喜重
- 脚本 - 山田正弘, 吉田喜重
- 撮影 - 長谷川元吉
- 音楽 - 一柳慧
- 美術 - 石井強司
- 照明 - 海野義雄

## 配役
- 大杉栄 - 細川俊之
- 伊藤野枝、伊藤魔子 - 岡田茉莉子
- 辻潤 - 高橋悦史
- 正岡逸子 - 楠侑子
- 堀保子 - 八木昌子
- 平賀哀鳥 - 稲野和子
- 堺利彦　-　松枝錦治
- 荒谷来村　-　坂口芳貞
- 代千代子　-　新橋耐子
- 奥村博史 - 高木武彦
- 束帯永子 - 伊井利子
- 和田究 - 原田大二郎
- 打呂井恵 - 玉井碧
- 田代真佐二 - 金内喜久夫
- 畝間満 - 川辺久造
- 俥屋 - 宮崎和命